# Dietrich von Hülsen-Haeseler

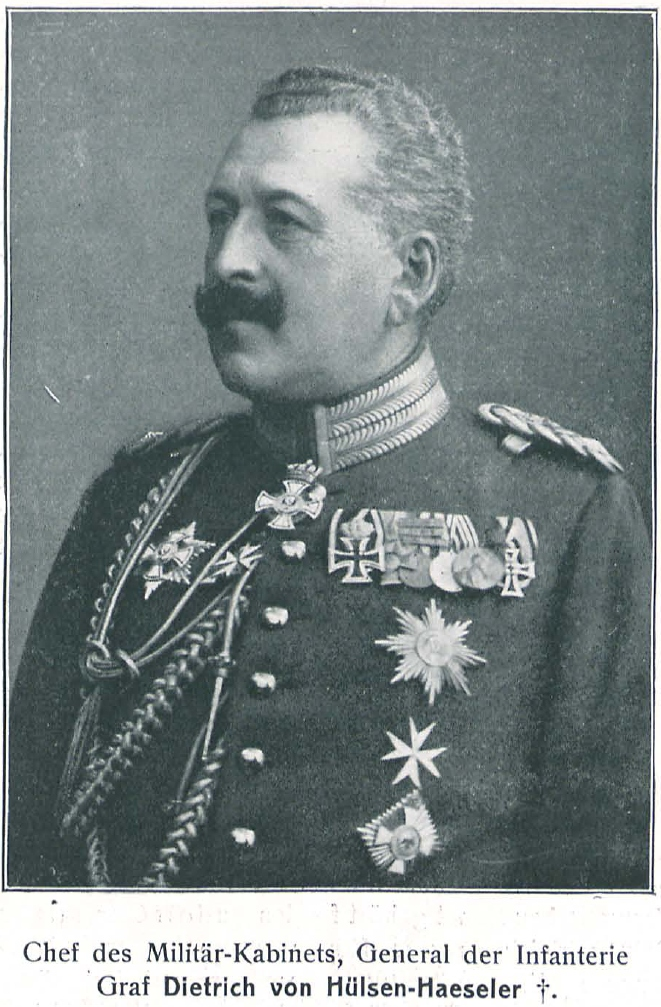
Dietrich von Hülsen-Haeseler.

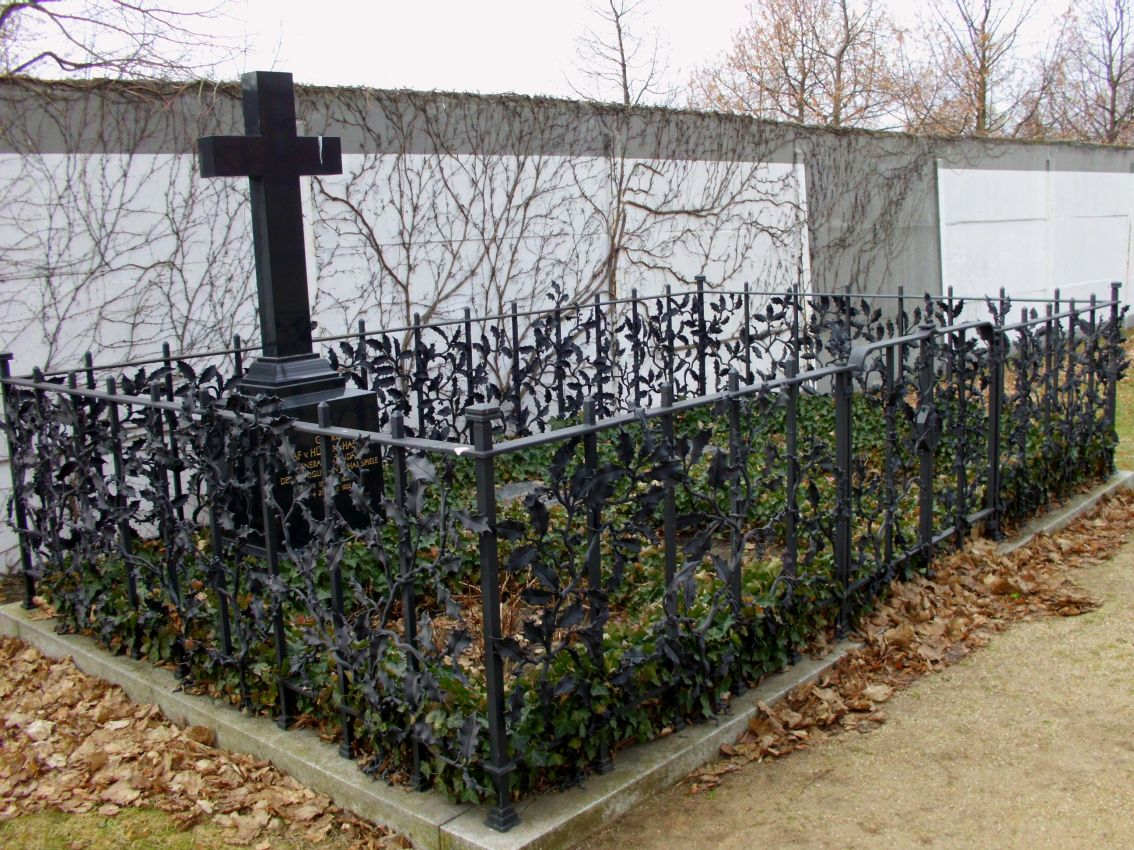
Grabstelle von Georg und Dietrich von Hülsen-Haeseler auf dem Invalidenfriedhof Berlin (Zustand 2013)

Hans Dietrich Graf von Hülsen-Haeseler (* 13. Februar 1852 in Berlin; † 14. November 1908 in Donaueschingen) war ein preußischer General der Infanterie.

## Leben
Von Hülsen-Haeseler war der älteste Sohn des Generalintendanten Botho von Hülsen und seiner Ehefrau Helene, geborene Gräfin von Haeseler. Sein jüngerer Bruder Georg von Hülsen-Haeseler war ein preußischer Hofbeamter und Theaterintendant.
Nach dem Schulabschluss trat von Hülsen-Haeseler 1869 in die kaiserliche Armee ein. Am 22. September wurde er als Fähnrich in das Kaiser-Alexander-Regiment übernommen. Bereits im Folgejahr wurde er zum Portepee-Leutnant befördert und besuchte ab 1879
die Kriegsakademie. Hier erhielt er den militärischen Rang eines Premierleutnant und wurde mit dem Abschluss 1880 zum Großen Generalstab kommandiert. Nach einem Jahr hatte er formal eine Beurlaubung erhalten und hielt sich als "Zivilist" getarnt bis April 1882 zu Vermessungsarbeiten in Athen auf. Wieder zurück erhielt er in der topographischen Abteilung des Generalstabes Verwendung, wo er 1882 zum Hauptmann befördert wurde. Nach mehreren Generalstabseinsätzen, so unter anderem bei der 13. Division erhielt er 1889 die Ernennung zum diensttuenden Flügeladjutanten von Kaiser Wilhelm II.
Mit dieser Positionierung erhielt von Hülsen-Haesler 1890 eine Kommandierung zum Militär-Kabinett. Hier wurde er 1893 zum Oberstleutnant befördert und 1894 in den Grafenstand erhoben. Dabei nahm er zusätzlich den Geburtsnamen seiner Mutter an, so dass er sich ab dieser Zeit Graf von Hülsen-Haeseler nannte. Im selben Jahr wurde er ab 23. Oktober 1894 Militärattaché bei der Botschaft in Wien. Dort löste er den amtierenden Attaché Adolf von Deines ab. 1895 wurde Hülsen-Haeseler zum Oberst befördert und kehrte am 21. September 1897 nach drei Jahren Auslandseinsatz als Kommandeur des Garde-Füsilier-Regiments nach Berlin zurück. Im Jahr 1899 kam er unter gleichzeitiger Beförderung zum Generalmajor als Chef in den Generalstab des Gardekorps. Im Herbst desselben Jahres erhielt er das Kommando über die 2. Garde-Infanterie-Brigade.
Im Mai 1901 wurde Hülsen-Haeseler Chef des Militärkabinetts. 1902 folgte die Beförderung zum Generalleutnant sowie 1906 zum General der Infanterie.

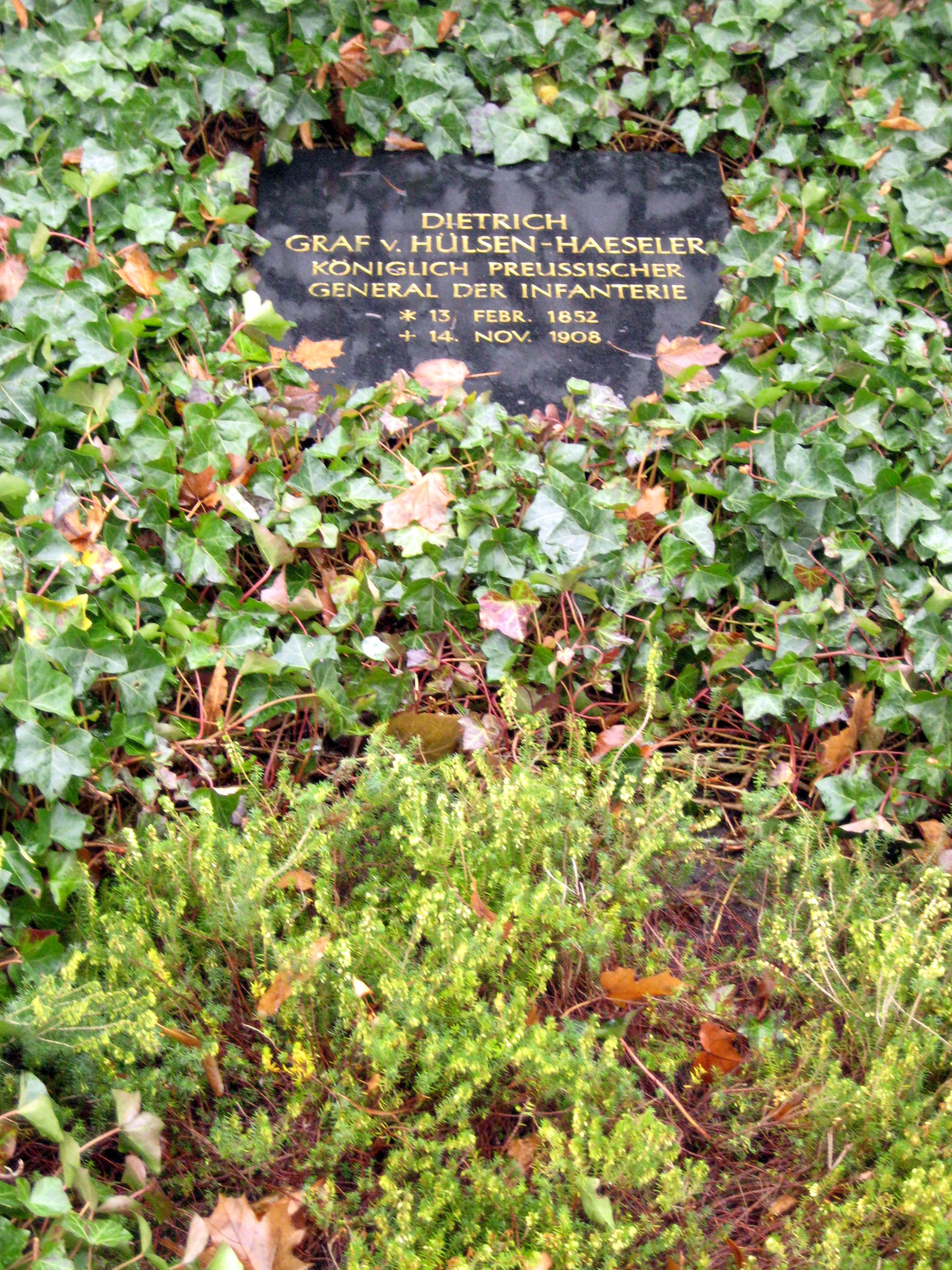
Grab auf dem Invalidenfriedhof, Berlin

Hülsen-Haeseler starb 1908 in Donaueschingen an einem Herzinfarkt, nachdem er auf einer Jagdveranstaltung im Schloss von Max Egon II. zu Fürstenberg vor Kaiser Wilhelm II. als Ballerina verkleidet im Tutu der Gastgeberin und mit einem großen, mit Pfauenfedern geschmückten Hut zu Walzerklängen getanzt hatte. Die Umstände des Todes wurden vertuscht, weil das Offizierskorps wegen der Harden-Eulenburg-Affäre unter erheblichem öffentlichen Druck stand und Hülsen-Haeseler die Säuberung organisierte. Bei Wilhelm II., der aufgrund der Daily-Telegraph-Affäre erheblich unter Druck der Öffentlichkeit stand, löste der Tod des Generals einen Nervenzusammenbruch aus.
Hülsen-Haeseler wurde auf dem Invalidenfriedhof Berlin beigesetzt.

## Familie
Er heiratete am 24. November 1892 in Berlin Hildegard von Lucadou (1875–1941), Tochter des späteren preußischen Generalleutnants Armand von Lucadou (1826–1911). Aus der Ehe gingen vier Kinder hervor:
- Botho (* 1895), Titulargraf, Generalleutnant a. D. und 1910 landesherrlich bestätigter Inhaber des v. Hülsen-Haeselerschen Fideikommiss
- Helene (* 1896), konvertierte 1922/1923 zum katholischen Glauben
- Dietrich (* 1902), konvertierte 1922/1923 zum katholischen Glauben, Priester des Bistums Berlin
- Georg von Hülsen (1904–1946), Jurist, konvertierte 1922/1923 zum katholischen Glauben